# Prunay-Belleville
Prunay-Belleville è un comune francese di 228 abitanti situato nel dipartimento dell'Aube nella regione del Grand Est.

## Società

### Evoluzione demografica
Abitanti censiti